# Biskupský palác (Nitra)

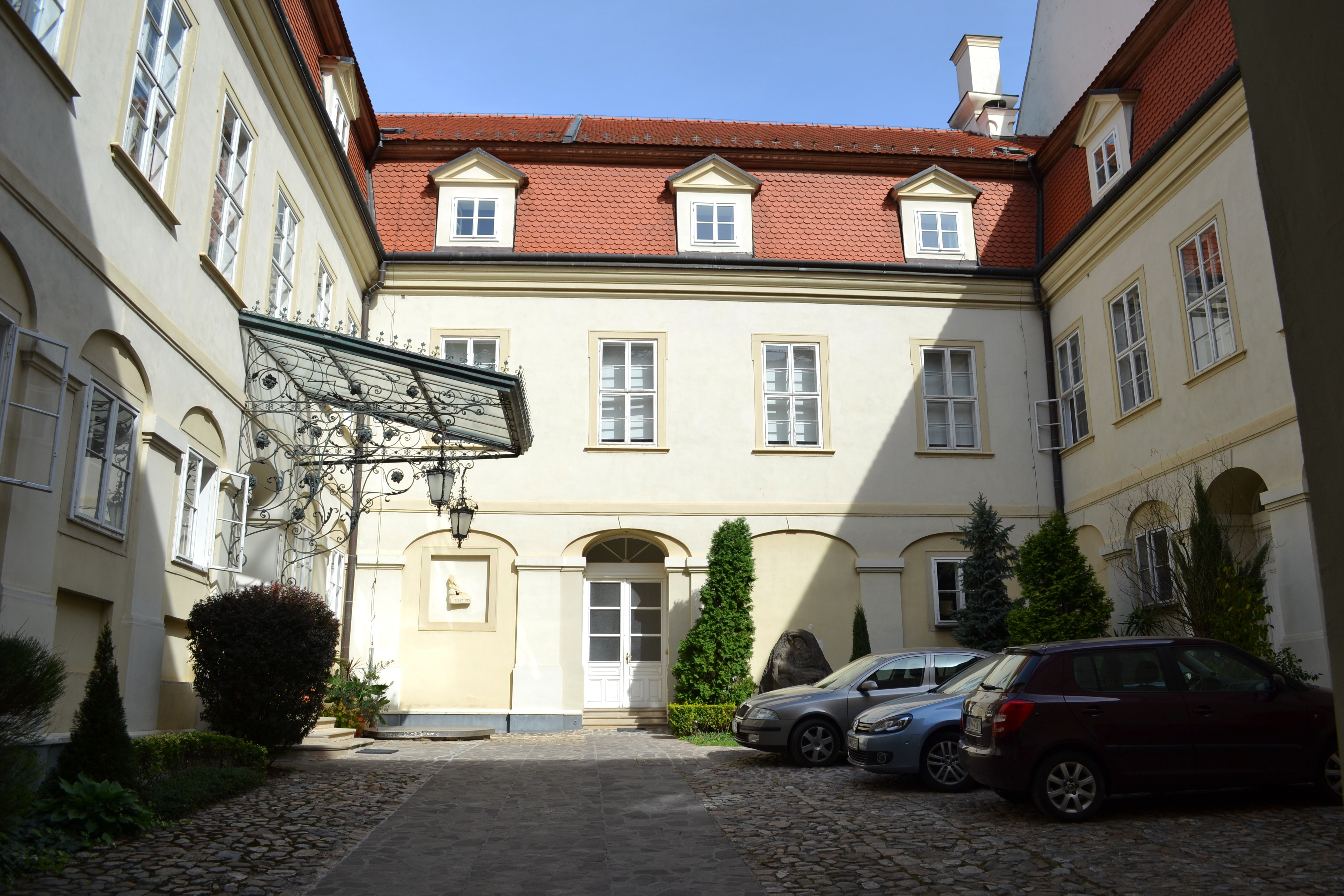
Nádvoří biskupského paláce v Nitře

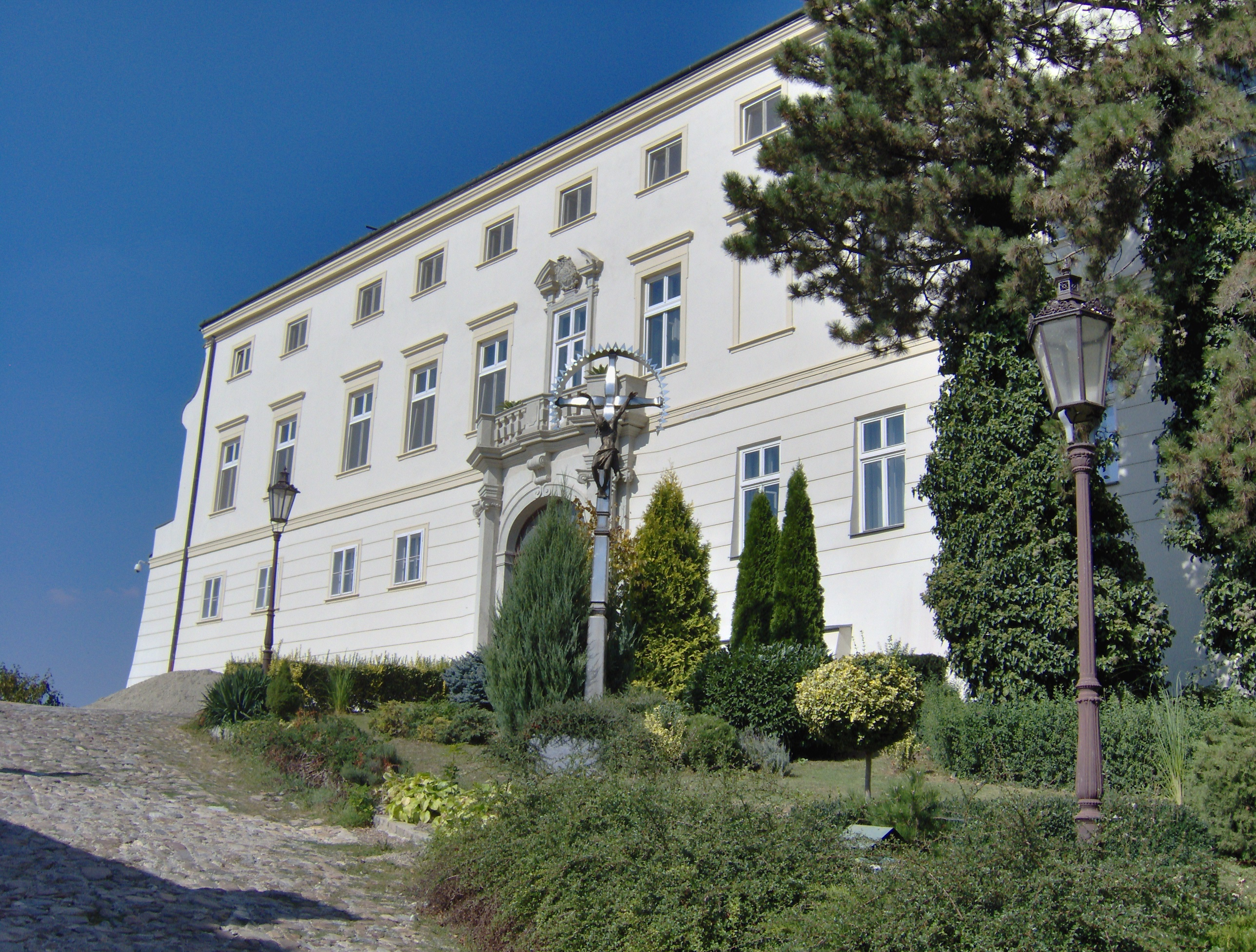
Průčelí paláce

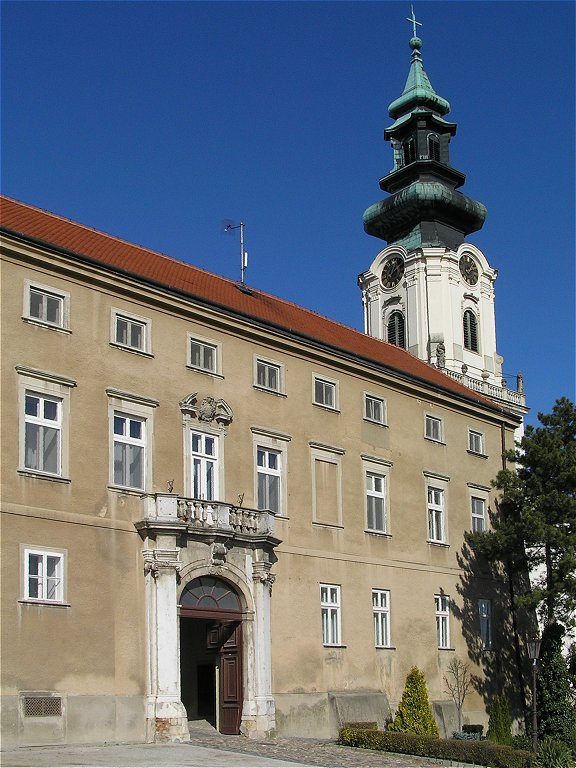
Průčelí před rekonstrukcí v roce 2008.

Biskupský palác v Nitře je dvoupatrová budova, která přiléhá k západní části katedrály svatého Jimrama na Nitranském hradě. Jeho základy pocházejí ze středověku. V průběhu let byl několikrát přestavován. Spolu s kostelem tvoří dominantní část hradu.
Palác je sídlem nitranského biskupa a pro je veřejnost přístupný jednou v roce, na svátek sv. Cyrila a Metoděje (5. červenec).

## Historie
V průběhu 13. století prošel palác rozsáhlou rekonstrukcí. Jeho jádro tvořila nepodsklepený objekt obdélníkového půdorysu, který stojí uprostřed nádvoří dnešního biskupského sídla. Přízemí sloužilo pro hospodářské účely. V období před požárem a asanací velké částí gotického paláce sloužilo jako stáj. Dodnes se zachovala z této stavby západní část přízemí, současný sklep pod stojícím západním křídlem paláce. V severozápadním rohu nádvoří paláce byla v druhé polovině 15. století vybudována cisterna na vodu, do které byla sváděna voda ze střech. Během přestavby byla zasypána.
Funkce jednotlivých prostorů a patra se od přestavby za biskupa Zachariáše Mošovského výrazněji neměnily. Sklepy pod západním křídlem sloužily jako skladovací prostory. Přízemí paláce plnilo v západním a severním křídle funkci hospodářského a provozního zázemí. Určitá část sloužila jako obydlí pro hospodářské úředníky a služebníky panství. Nacházela se zde i kuchyň, pekárna a sklad potravin. Patro paláce mělo reprezentační charakter, kde byla biskupská ložnice a pracovna. Kromě nich tu byly i reprezentační místnosti a místnosti pro hosty, archiv a knihovna biskupa. Funkci změnilo jen podkroví, kde byl zřízen sklad potravin, kanceláře úředníků biskupa a archiv. Po požáru až do počátku 20. století bylo podkroví nevyužívané. Biskup Ladislav Adam Erdődy jej nechal přestavět do současné podoby v 18. století. Po renovaci sloužilo jako Archeologie ústavu Slovenské akademie věd. Od 90. let 20. století sloužilo podkroví jako obytně-kancelářské podlaží.

## Architektura
Vnější zdi obytné rezidence byly umístěny na románskou hradbu a její vnitřní prostory osvětlovala gotická okénka. Dodnes jediným viditelným detailem středověkého paláce je okno na severní fasádě zdobené kružbou. Umělecko-řemeslná úprava reprezentačních místností biskupské rezidence pochází z let 1810 – 1830. Místnosti jsou zařízeny cenným starožitným nábytkem v empírovém stylu, stěny zdobí sakrální obrazy. Dominantou biskupského paláce a katedrály je dvojkupolovitá věž z roku 1642, která byla v letech 1773 - 1839 přestavěna.